# Wojownicze Żółwie Ninja (serial animowany 2012)
Wojownicze Żółwie Ninja (ang. Teenage Mutant Ninja Turtles, 2012–2017) – amerykański serial animowany stworzony przez Ciro Nieli, Joshua Sternina i Jennifer Ventimilia, bazowany na postaciach stworzonych przez Kevina Eastmana i Petera Lairda, wyprodukowany przez Nickelodeon Animation Studio. Trzecia wersja animowanych przygód Żółwi Ninja. Jest to remake serialu pod tym samym tytule z lat 80 i 90.
Światowa premiera serialu miała miejsce 29 września 2012 roku na amerykańskim Nickelodeon. W Polsce premiera serialu odbyła się 4 listopada 2012 roku na kanale Nickelodeon Polska. Od 3 marca 2014 roku serial był emitowany w TV Puls 2.

## Bohaterowie

### Pozytywni
- Leonardo/Leo – honorowy żółw, przywódca czwórki. Jego bandana ma niebieski kolor. Jako broni używa dwóch katan. Najwidoczniej jest fanem science-fiction. Ciągle powtarza cytaty z telewizji, uważa, że należy mu się więcej szacunku.
- Donatello/Donnie – „mózg” grupy, wynalazca, mechanik. Kieruje się inteligencją i rozumem, zawsze myśli, zanim coś zrobi. Podkochuje się w April. Fioletowy to kolor bandany, którą nosi. Jego bronią jest kij bō, który zmienia się w naginatę. Ma diastemę między zębami. Wymyślił: N-pada, N-fony, Blaszanego Łba, bomby dymne, terenowy wóz patrolowy i Skorupogromcę. Boi się odrzucenia przez April.
- Raphael/Raph – impulsywny, waleczny i agresywny żółw. Zawsze idzie własną drogą i prawie nigdy nie zgadza się z innymi. Lecz w odcinku Im dalej w las troszczy się o Leo, ale po wygraniu z kraangami wszystko wraca do normy. Walczy dwoma sai i nosi czerwoną bandanę. Ma własne zwierzątko – zwykłego żółwia o imieniu Spike, który później, po wypiciu mutagenu, zamienia się w zmutowanego Slasha. Często znęca się nad Mikeyem i ignoruje Leo. Z lewej strony skorupy ma pęknięcie w kształcie błyskawicy. Choć często poniża i bije Mikey’ego, to bardzo mu na nim zależy. Bardzo boi się karaluchów. W odcinku „Plan Dziesiąty” zamienia się mózgami z Kraangiem, dzięki czemu poznaje ich plan.
- Michelangelo/Mikey – żółw z wielkim poczuciem humoru i równie wielkim sercu. Jego dziwaczne pomysły nie raz wpędziły Mikey’ego i jego przyjaciół w zamieszanie. Ma pomarańczową bandanę i dwa nunchaku jako broń, które łączą się w kusarigamę. Często się wygłupia i je pizzę. Ma piegi na policzkach. Ma własne powiedzonko: „BOOYAKASHA!”. Boi się wiewiórek mutantów.
- Splinter/Hamato Yoshi – honorowy, sensei żółwi. Dawniej był człowiekiem znanym pod imieniem Hamato Yoshi. Jednak on i żółwie, które kupił w sklepie, ulegli mutacji przez mutagen. Po odnalezieniu swych podopiecznych nauczył ich ninjutsu. W dwóch ostatnich odcinkach pierwszej serii staje do walki ze Shredderem i odkrywa, że Karai to jego dawno zaginiona córka Miwa. W ostatnim odcinku 3 serii umiera w wyniku ataku Shreddera na jego osobę. Jednak w odc. 92 Żółwie ratują go, cofając się w czasie i niszcząc czasomierz Triceratonów tuż przed nim.
- April O’Neil – przyjaciółka żółwi. Ma rude włosy i niebieskie oczy. Ma 16 lat. Czasem uważa, że Donatello jest dziwny. Podkochuje się w Caseyu. Walczy za pomocą Tessen, czyli dawnego japońskiego wachlarza z ostrzami na końcu. Była prawdziwym celem Kraangów. Jest mutantem, w połowie Kraangiem, w połowie człowiekiem, co chroni ją przed mutagenem. Boi się nietoperzy.
- Casey Jones – pojawia się w drugim sezonie, gdy ratuje April przed Masaglutorem. Ma czarne włosy i brązowe oczy i ma 17 lat. Uważa się za ostatnią nadzieję Nowego Jorku. Sam walczy z Fioletowymi Smokami i mutantami. Chodzi do liceum April i gra w hokeja. Walczy kijem do hokeja, baseballa i rękawicą z paralizatorem. Pod wieloma względami podobny do Raphaela, z którym zaprzyjaźnia się w odcinku „Dobrzy, Źli i Casey Jones”. Podkochuje się w April. Boi się szczurów. Jego powiedzonko to: „GUNGALA”.
- Karai/Miwa – córka i uczennica Shreddera. Dobrze rozumie się z Leonardo. Odnosi się sceptycznie do planów zemsty Shreddera. W ostatnim odcinku pierwszej serii okazuje się, że to ona jest dawno-zaginioną córką Hamato Yoshi (Mistrza Splintera). Shredder odebrał mu ją gdy była niemowlęciem. W odcinku „Gniew Tygrysa” dowiaduje się prawdy o prawdziwym ojcu od Shreddera, a w odcinku „Zemsta jest moja” z pomocą Leonarda i jego braci ucieka z lochów Shreddera, lecz pod koniec odcinka podczas potyczki żółwi z klanem stopy wpada do zbiornika z mutagenem i zmienia się w zmutowanego węża.

### Negatywni
- Shredder/Oroku Saki – mistrz ninjutsu, główny przeciwnik Żółwi. Jest największym wrogiem Mistrza Hamato Yoshi (Splintera), lecz kiedyś był jego przyjacielem. To on pozbawił Splintera rodziny i klanu. W walce używa szponów.
- Kraangowie – kosmici, którzy stworzyli mutagen. Z wyglądu przypominają mózgi. Używają robotów jako ciał. Korzystają z zaawansowanej technologii. Mają swoją siedzibę w TCRI. W odcinku Wielka Ucieczka zawierają sojusz ze Shredderem.
  - Arcy-Kraang – lider wszystkich Kraangów. Jest o wiele większy od innych i w odróżnieniu od nich umie normalnie mówić w sposób nadmiarowy.
  - Wice Arcy-Kraang – wicelider Kraangów. Jest mistrzem szpiegostwa. Używa robota „Irma” do kamuflażu. Kiedyś był członkiem ruchu oporu przeciwko Arcy-Kraangowi. Nosił wtedy imię Skoczek.
- Baxter Stockman – naukowiec, który używa mechanicznej zbroi do walki. Wymyślił gryzonity czyli małe szczuropodobne roboty. Żółwie czasem nazywają go „Dexter Spackman” lub „Bluster Strupman”. Stworzył dla Xevera bioniczne nogi zasilane przez technologię Kraangów. W sezonie drugim zostaje zmieniony w mutanta człowieka-muchy i pracuje dla Shreddera.
- Wąż/Wężochwast – pracował dla Kraangów. Po zetknięciu się z mutagenem zmienił się w zmutowaną roślinę.
- Xever Montez/Rybiryj – sługa Shreddera, który jest liderem Fioletowych Smoków. Od młodego był złodziejem. Shredder uwolnił go z więzienia i od teraz Xever jest specem od brudnej roboty. Po zetknięciu się z mutagenem zmienił się w zmutowaną rybę. Później Baxter Stockman zbudował mu bioniczne nogi, dzięki którym mógł chodzić.
- Chris Bradford/Psigniot/Razor – słynny mistrz sztuki walki, celebryta i sługa Shreddera. Michaelangelo chciał się z nim zaprzyjaźnić, lecz okazało się, że pracuje dla Shreddera. Po zetknięciu się z mutagenem zmienił się w zmutowanego psa z kolcami na ciele. W drugim sezonie po drugiej mutacji (w wyniku walki) jego wygląd ulega w znacznym stopniu pogorszeniu (przypomina szkieletowatego wilkołaka).
- Tygrysi Pazur – zmutowany tygrys, zabójca na usługach Shreddera. Został przez niego sprowadzony po to by, ten wyeliminował Splintera i żółwie. Jest wobec Shreddera bardzo lojalny i jest prawą ręką w klanie stopy. Używa broni palnej (giwer i karabinu) i wielkiego miecza i używa też swojego jetpacka do lotu. Stracił ogon podczas walki z przeciwnikiem. W odcinku „Trzęsienie czerwi” zostaje połknięty przez wielkiego robala Kraangów, lecz odcinku „The Wrath of Tiger Claw” powraca do Shreddera i przysięga zemstę na żółwiach. Stracił oko w czasie szukania wymiaru ziemia. Pokonał żółwie z wersji 1987 według flashbacku w „The Wrath of Tiger Claw”, ale nie jest potwierdzone czy ich zabił.
- Fioletowe smoki – miejski gang chuliganów w Nowym Yorku, którzy pracują dla Shreddera.
- Dr Victor Falco/Król szczurów – naukowiec, który przeprowadzał eksperymenty na swoim współpracowniku doktorze Tylerze Rockwellu, zmieniając go w małpę. Z pomocą tych eksperymentów chciał zdobić zdolności „Telepatyczne”, jednak żółwie go pokonały. Innym razem podczas eksperymentu na szczurach stracił całą skórę i został oślepiony jednak mógł kontrolować szczury, w tym Splintera, jednak znów poniósł klęskę. Później stworzył wielkie zmutowane szczury, które porywały ludzi, by móc stworzyć szczuroludzi.
- Vic/Pająkogryz – pazerny mężczyzna, który nagrał żółwie telefonem. Po zetknięciu się z mutagenem zmienił się w zmutowanego pająka. Z tego powodu chciał zemścić się na żółwiach. Często nazywa żółwie „Kung Fu żabami”. Najbardziej lubił denerwować Rapha.
- Justin – pokraczne stworzenie stworzone przez Kraangów i Karai. Ma w sobie DNA wszystkich gatunków zwierząt.
- Cyber-Karaluch – zmutowany karaluch, który miał szpiegować Kraangów, jednak wpadł do zbiornika z mutagenem i zmienił się w mutanta.
- Traszkominator – zmutowana traszka, na której eksperymentowali Kraangowie. Uwolnił się gdy Donatello otworzył drzwi więzienia, by uwolnić ojca April. Bardzo nie lubi Kraangów. Jest wyposażony w różne rodzaje broni od miotaczy ramiennych i wyrzutni rakiet po wybuchowe bumerangi.
- Ivan Steranko/Rocksteady – rosyjski handlarz bronią i przyjaciel Shreddera. W odcinku „Legenda Kuro Kabuto” chciał zdobyć hełm Shreddera. W odcinku „Wężowy splot” zostaje zmieniony w zmutowanego nosorożca. Podoba mu się imię Rocksteady.
- Anton Zeck/Bebop – złodziej, który używa kostiumu kamuflażu. Został wynajęty by wykraść hełm Shreddera dla Steranko. Od „Wężowy splot” odcinka został zmieniony w zmutowanego guźca. Nie lubi jak nazywa się go Bebop.
- Hun – lider Fioletowych Smoków, który zna się na wschodnich sztukach walki.
- Klon pani O’Neil – klon matki April stworzony przez Kraangów, potrafi zmienić się w potwora.
- Triceratoni – kosmiczne dinozaury, które przypominają triceraptosy (stąd ich nazwa). W intrze widzowie domyślają się, że przywieźli niezniszczalny generator czarnych dziur, który zniszczył całą Ziemię.
- Savanti Romero- pochodzący z przyszłości stwór przypominający demona. Chce przejąć kontrolę nad czasem. W odcinku " Żółwie w czasie" żółwie oraz Renet podjęli z nim walkę w średniowiecznej Anglii i został zesłany na wygnanie do epoki kredy. Uwolnił się w odcinku "Klątwa Savanti Romero", kiedy Renet sprawdzała jak się tam sprawuje i ukradł Transporter powrotny i zebrał armię potworów z różnych wieków: m.in. Faraona i Drakulę. W tymże odcinku został ponownie pokonany przez żółwie.

### Pozostali
- Kirby O’Neil – ojciec April. Został porwany przez Kraangów. W odcinku Wielka Ucieczka zostaje uwolniony przez Donatello, lecz był kontrolowany przez Kraangów i dopiero ostatnim odcinku został uwolniony spod ich wpływu. W drugiej serii w odcinku „Sytuacja mutacja” ochraniając April dostał mutagenem i zmienił się w zmutowanego nietoperza. Lecz w odcinku „Mucha nie siada” dzięki anty-mutagenowi znów powrócił do swej normalnej postaci. W finale drugiego sezonu znów ulega mutacji (zmieniony w Kraango-zombie), ale dopiero w odcinku Bitwa o Nowy Jork cz. 2 wrócił do normy po wyzwoleniu Nowego Yorku z rąk Kraangów.
- Łuskogłowy – zmutowany aligator. Przyjaciel żółwi. Nienawidzi Kraangów i to przez nich stał się potworem. Najlepszy kumpel Michelangela. Nie lubi Donatella. W odcinku „TCRI” wskoczył w portal Kraangów, zamykając go. Pod koniec drugiego sezonie dzięki żółwiom wraca do Nowego Yorku.
- Pete – przyjaciel Kirby’ego O’Neila. Zmieniony przez Kraangów w zmutowanego gołębia. Przekazał April wiadomość o bombie z mutagenem, którą Kraangowie podłożyli w centrum Nowego Jorku.
- Tyler Rockwell – były współpracownik Dr. Victora Falco. Przez przeprowadzane na nim eksperymenty został zmieniony w małpę. Posiada moce umysłowe jak telekineza i kontrolę umysłów.
- Pan Murakami – właściciel restauracji, przyjaciel żółwi. Jest niewidomy.
- Jack Kurtzman – dziennikarz, który zajmuje się informacjami na temat Kraangów.
- Tymothy aka Masakrator/Masaglutor – chłopak, który, był świadkiem walki żółwi z Baxterem Stockmanem. Dlatego chciał być wielkim bohaterem, lecz nie wychodzi mu za dobrze. Nosi zielony strój, by wyglądać jak jeden z żółwi. Żółwie uważają go za gamonia i głąba. Gdy chce jakoś pomóc to wszystko psuje. Po pierwszym spotkaniu z żółwiami wstępuje do Klanu Stopy, by udoskonalić swoje umiejętności. Zgłosił się na ochotnika do zmutowania się mutagenem Kraangów. W wyniku eksperymentu przemienia się w stworzenie z widocznymi ludzkimi organami, które zamiast skóry, mięśni i kości ma kwasową powłokę. W odcinku „Inwazja”, Donatello mówi zamrożonemu Tymothy’ego, że go odmrozi za jakieś 70 lat kiedy będzie pokój.
- Spike/Slash – był zwykłym żółwiem, ulubieńcem Raphaela, lecz w odcinku „Piąty Element” wskutek wypicia mutagenu zmienił się w wielkiego i umięśnionego mutanta. Używa w walce maczugi. Chciał pozbyć się braci Rapha. Później Raph ratuje mu życie i Slash przechodzi na stronę dobra, mimo iż nie walczy razem z żółwiami. Slash tworzy potem własną 4-osobową grupę bohaterów, w której jest liderem.
- Mondo Gecko ( wcześniej Jason) - młody zmutowany gekon, skateboardzista, po raz pierwszy debiutuje w odcinku "Wejście Gekona". Przed mutacją był zwykłym nastolatkiem kochającym jazdę na deskorolce. Przez przypadek spadła na niego fiolka z mutagenem i zmienił się w rzecz z którą miał kontakt- ze swoim gekonem. Rodzice wyrzucili go z domu. Xever/ Rybiryj pod pseudonimem "Pan X" przygarnął go i wmawiał że każdy mutant jest zdany na siebie. Po spotkaniu z Mikeym i Caseym zrozumiał,że to nieprawda i uwolnił się spod jego wpływu. Obecnie należy do grupy Potężne Muta- Zwierzaki. Jego powiedzenie to "Cowabunga!"
- Hachiko – pies Shreddera, Akita Inu. Poprzez jego dotyk, Chris Bradford zmienił się w mutanta. Najprawdopodobniej nazwany od legendarnego Hachika.
- Żółwie ninja z wersji 1987 -– pojawiają się w odcinkach „Trzęsienie czerwi”. Tygrysi pazur ich pokonał, ale ich los potem jest nieznany. W odcinku „Inny wymiar żółwia” otwierają portal, by sprowadzić żółwie z 2012 do pomocy do walki z Krangiem.
- April z wersji 1987 – pojawia się w odcinku „Trzęsienie czerwi”. Donniemu bardzo podoba się jej strój.
- Casey z wersji 1987 – pojawia się w odcinku „Trzęsienie czerwi”. Jak dotąd nie zdejmuje swojej maski.
- Profesor Zayton Honeycutt (częściej nazywany Zbiegoidem)- był naukowcem, który zbudował Generator Czarnych Dziur. Po ataku Triceratonów, jego robot uratował mu życie przenosząc jego mózg do swojego ciała. Określenie "Zbiegoid" wzięło się od słów "zbieg" i "Android". W ostatnim odcinku 3 serii, ratuje żółwie, April i Caseya przed śmiercią z powodu Czarnej Dziury. Następnie cofają się w czasie o 6 miesięcy i przez większość 4 sezonu wspólnie próbują znaleźć ukryte w kosmosie fragmenty Generatora Czarnych Dziur zanim Triceratoni go użyją.
- Mona Lisa ( wcześniej Y'Gythgba) - kosmiczna jaszczurka z rasy Salamandrian, posiadająca status porucznika. Razem z Komandorem G'Throkka, podróżuje po galaktyce i walczy z wrogimi rasami. Jej partnerem zostaje Raphael. To on nadal jej określenie "Mona Lisa" odnosząc się do tegoż obrazu i uważaną za najpiękniejszą kobietą wszechczasów. W 5 serii opuszcza Generała i dołącza do Potężnych Muta-Zwierzaków, chcąc bronić Ziemi przed insektami z kosmosu. Jej charakter jest podobny do jej ukochanego w czerwonej masce.
- Generał G'Throkka (nazywany przez Mikey'ego: Sal- Komandorem) - Generał rasy Salamandrian, współpracuje z Mona Lisą. W starciu z Traszkominatorem stracił oko.
- Eoni- Pozaziemska rasa z planety Xaava-dal, debiutująca w odcinku "Zagadka Starożytnych Eonów". Przypominały białe świecące anioło- podobne istoty. Gdy został im powierzony pod ochronę fragment Generatora Czarnych Dziur zaczęły czcić technologię co zmieniło je w czarne demony. Zostały uratowane przez żółwie (głównie dzięki April). W zamian oddały fragment Generatora, a April podarowały fragment Gwiazdy Dusz , mająca dać jej szczęście i pomyślność. Kryształ wzmocnił moce dziewczyny . Przedmiot zaczął jednak zmieniać April w agresywną i uzależnioną od niego osobę. W odcinku "Moc która jest w tobie" okazało się że ma on na nią gorszy wpływ niż mogli sobie wyobrażać. W tym samym odcinku straciła owy kryształ.
- Za-Naron- jedna z pierwszych siedmiu Eonów, których dusze zostały umieszczone wewnątrz gwiazdy by istnieć na wieki. Jeden fragment otrzymała April O'Neil i zaczął na nią fatalnie wpływać. W odcinku "Moc która jest w tobie", przejmuje nad nią całkowitą kontrolę i planuje zniszczyć ludzi by uwolnić ich od cierpienia. Swoją mocą molekularnie zniszczyła Donatello. Dzięki wsparciu Żółwi i Caseya, April zniszczyła Kryształ w wyniku czego Za-Naron wyleciała w swojej demonicznej postaci. April pokonała ją przy użyciu swojego tanto, i przywróciła Donniego do życia.
- Tang Shen- żona Splintera, matka Miwy/ Karai oraz obiekt westchnień Shreddera. Jest kilkakrotnie wspomniana w serii, zaś swój debiut miała w odcinku "Opowieść o Yokai". Pochodzi z miasta Fukuoka, ale jej dziadek był Chińczykiem. Gdy poznała Hamato Yoshi (Splintera) i Oroku Saki ( Shreddera) oboje się w niej zakochali, ale ona wybrana Yoshiego. Saki nigdy się z tym nie pogodził i cały czas próbował ją nakłonić do zmiany decyzji, nawet po jej ślubie i narodzinach Miwy. Shen chciała by Splinter zostawił klan i wyjechał z nią do Nowego Jorku by tam mogli rozpocząć życie z dala od ninja. Pomimo poglądów, pogodziła się z mężem i odrzuciła zaloty Sakiego. Miały w tym udział żółwie, które wtedy przeniosły się w czasie. Gdy Yoshi i Saki walczyli w palącym się dojo, Shen zostawiła Miwę bez opieki, wbiegła tam i przyjęła na siebie cios Sakiego który miał uśmiercić Yoshiego, w wyniku czego zmarła. Saki zaś porwał Miwę i zmienił jej imię na Karai. Śmierć Shen i jej marzenia o wyjeździe, były powodem dla którego Yoshi wyjechał do Nowego Jorku po stracie bliskich gdzie kupił cztery zółwie.
- Renet- pochodząca z przyszłości władczyni czasu w trakcie szkolenia, debiutujaca w odcinku "Żółwie w czasie". Żółwie pomogły jej wtedy pokonać Savantiego Romero i uwięzić go w okresie kredy. Jej berło czasu wysłało wtedy żółwie żeby ocaliły Splintera. Powraca w odcinku "Klątwa Savanti Romero", gdy przez przypadek doprowadziła do jego ucieczki. W tymże odcinku ona oraz żółwie ponownie go pokonały, a Leo nazwał ją najwspanialszą władczynią czasu na świecie. Dziewczyna jest energiczna i głośna. Korzysta ze slangu, odmiennego niż obecnie ze względu na swoje pochodzenie z przyszłości ( przykładowo na słowo "odlot" mówi "wylot"). Podoba się Mikey'emu.
- Lord Jednoczesny- Strażnik czasu szkolący Renet. Jest wobec niej surowy i bardzo oddany swojej sprawie. Jednak podobnie jak ona korzysta ze slangu i ekscytuje się widząc żółwie które w przyszłości są legendami.
- Shinigami- przyjaciółka Karai pochodząca z Japonii. Jest czarownicą i wykorzystuję sztuczki takie jak hipnoza. Potrafi zmienić się w czarnego kota. Pojawia się pod koniec czwartego sezonu. Pomaga bohaterom pokonać Shreddera. Jej imię w języku japońskim oznacza personifikację śmierci. Miley podkochuje się w niej, tak jak w Renet co świadczy o jego wahaniach miłosnych.

## Obsada
- Jason Biggs – Leonardo
- Rob Paulsen – Donatello/80's Raphael
- Sean Astin – Raphael
- Greg Cipes – Michelangelo
- Hoon Lee – Mistrz Splinter
- Mae Whitman – April O’Neil
- Kevin Michael Richardson – Shredder
- Nolan North – Kraang
- Phil LaMarr – Baxter Stockman
- Kelly Hu – Karai
- Danny Jacobs – Snake
- Wersja polska:
- Jakub Świderski- Leonardo
- Józef Pawłowski- Donatello
- Otar Saralidze- Raphael
- Michał Podsiadło- Michelangelo
- Zbigniew Konopka- Sprinter
- Agnieszka Marek- April O'Neil
- Krzysztof Plewako-Szczerbiński- Casey Jones
- Grzegorz Kwiecień- Kraang
- Dariusz Odija- Shredder
- Julia Kunikowska- Karai
- Tomasz Borkowski- Baxter Stockman

## Spis odcinków
| Światowa premiera | Polska premiera | N/o | Polski tytuł                     | Angielski tytuł                                            |
| ----------------- | --------------- | --- | -------------------------------- | ---------------------------------------------------------- |
|                   |                 |     |                                  |                                                            |
| SERIA PIERWSZA    |                 |     |                                  |                                                            |
|                   |                 |     |                                  |                                                            |
| 29.09.2012        | 04.11.2012      | 01  | Wyjście z kanałów                | Rise of The Turtles                                        |
| 29.09.2012        | 04.11.2012      | 02  | Wyjście z kanałów                | Rise of The Turtles                                        |
|                   |                 |     |                                  |                                                            |
| 06.10.2012        | 11.11.2012      | 03  | Żółwi charakterek                | Turtle Temper                                              |
|                   |                 |     |                                  |                                                            |
| 13.10.2012        | 18.11.2012      | 04  | Nowy kumpel, dawny wróg          | New Friend, Old Enemy                                      |
|                   |                 |     |                                  |                                                            |
| 20.10.2012        | 25.11.2012      | 05  | Chyba nazywa się Baxter Stockman | I Think His Name is Baxter Stockman                        |
|                   |                 |     |                                  |                                                            |
| 27.10.2012        | 02.12.2012      | 06  | Blaszany Łeb                     | Metalhead                                                  |
|                   |                 |     |                                  |                                                            |
| 03.11.2012        | 09.12.2012      | 07  | Małpi rozum                      | Monkey Brains                                              |
|                   |                 |     |                                  |                                                            |
| 10.11.2012        | 16.12.2012      | 08  | Co uwiera Xevera?                | Never Say Xever                                            |
|                   |                 |     |                                  |                                                            |
| 17.11.2012        | 17.03.2013      | 09  | Ścieżka wojny                    | The Gauntlet                                               |
|                   |                 |     |                                  |                                                            |
| 24.11.2012        | 24.03.2013      | 10  | Panika w kanałach                | Panic in the Sewers                                        |
|                   |                 |     |                                  |                                                            |
| 08.12.2012        | 31.03.2013      | 11  | Atak gryzonitów                  | Mousers Attack!                                            |
|                   |                 |     |                                  |                                                            |
| 15.12.2012        | 07.04.2013      | 12  | Bestia z głębin                  | It Came From the Depths                                    |
|                   |                 |     |                                  |                                                            |
| 25.01.2013        | 21.04.2013      | 13  | Ja, potwór                       | I, Monster                                                 |
|                   |                 |     |                                  |                                                            |
| 01.02.2013        | 14.04.2013      | 14  | Nowa dziewczyna                  | New Girl In Town                                           |
|                   |                 |     |                                  |                                                            |
| 08.02.2013        | 28.04.2013      | 15  | Kosmiczny plan                   | The Alien Agenda                                           |
|                   |                 |     |                                  |                                                            |
| 15.02.2013        | 05.05.2013      | 16  | Masakrator                       | The Pulverizer                                             |
|                   |                 |     |                                  |                                                            |
| 01.03.2013        | 30.06.2013      | 17  | TCRI                             | TCRI                                                       |
|                   |                 |     |                                  |                                                            |
| 15.03.2013        | 07.07.2013      | 18  | Cyber-karaluch                   | Cockroach Terminator                                       |
|                   |                 |     |                                  |                                                            |
| 05.04.2013        | 14.07.2013      | 19  | Gambit Baxtera                   | Baxter’s Gambit                                            |
|                   |                 |     |                                  |                                                            |
| 12.04.2013        | 21.07.2013      | 20  | Wróg mojego wroga                | Enemy of My Enemy                                          |
|                   |                 |     |                                  |                                                            |
| 27.04.2013        | 28.07.2013      | 21  | Wendetta Karai                   | Karai’s Vendetta                                           |
|                   |                 |     |                                  |                                                            |
| 11.05.2013        | 04.08.2013      | 22  | Powrót Masakratora               | The Pulverizer Returns!                                    |
|                   |                 |     |                                  |                                                            |
| 20.07.2013        | 03.11.2013      | 23  | Użądleni                         | Parasitica                                                 |
|                   |                 |     |                                  |                                                            |
| 27.07.2013        | 10.11.2013      | 24  | Wielka ucieczka                  | Operation: Break Out                                       |
|                   |                 |     |                                  |                                                            |
| 08.08.2013        | 17.11.2013      | 25  | Ostatnie starcie                 | Showdown                                                   |
| 08.08.2013        | 24.11.2013      | 26  | Ostatnie starcie                 | Showdown                                                   |
|                   |                 |     |                                  |                                                            |
| SERIA DRUGA       |                 |     |                                  |                                                            |
|                   |                 |     |                                  |                                                            |
| 12.10.2013        | 09.03.2014      | 27  | Sytuacja mutacja                 | The Mutation Situation                                     |
|                   |                 |     |                                  |                                                            |
| 02.11.2013        | 16.03.2014      | 28  | Róbcie to co ja                  | Follow the Leader                                          |
|                   |                 |     |                                  |                                                            |
| 19.10.2013        | 23.03.2014      | 29  | Inwazja Wiewióroidów             | Invasion of the Squirrelanoids                             |
|                   |                 |     |                                  |                                                            |
| 09.11.2013        | 30.03.2014      | 30  | Powrót Masaglutora               | Mutagen Man Unleashed                                      |
|                   |                 |     |                                  |                                                            |
| 16.11.2013        | 06.04.2014      | 31  | Mikey ma wysypkę                 | Mikey Gets Shellacne                                       |
|                   |                 |     |                                  |                                                            |
| 23.11.2013        | 13.04.2014      | 32  | Cel: April O’Neil                | Target: April O’Neil                                       |
|                   |                 |     |                                  |                                                            |
| 30.11.2013        | 20.04.2014      | 33  | Piąty element                    | Slash and Destroy                                          |
|                   |                 |     |                                  |                                                            |
| 09.02.2014        | 27.04.2014      | 34  | Spisek Kraangów                  | The Kraang Conspiracy                                      |
|                   |                 |     |                                  |                                                            |
| 02.02.2014        | 04.05.2014      | 35  | Dobrzy, źli i Casey Jones        | The Good, The Bad and Casey Jones                          |
|                   |                 |     |                                  |                                                            |
| 16.02.2014        | 11.05.2014      | 36  | Niby grzyby                      | Fungus Humungous                                           |
|                   |                 |     |                                  |                                                            |
| 23.02.2014        | 18.05.2014      | 37  | Łebski blaszak                   | Metalhead Rewired                                          |
|                   |                 |     |                                  |                                                            |
| 02.03.2014        | 25.05.2014      | 38  | Szczury i ludzie                 | Of Rats and Men                                            |
|                   |                 |     |                                  |                                                            |
| 14.03.2014        | 01.06.2014      | 39  | Trzęsienie czerwi                | The Manhattan Project / Wormquake!                         |
| 14.03.2014        | 01.06.2014      | 40  | Trzęsienie czerwi                | The Manhattan Project / Wormquake!                         |
|                   |                 |     |                                  |                                                            |
| 27.04.2014        | 24.08.2014      | 41  | Labirynty i mutanty              | Mazes & Mutants                                            |
|                   |                 |     |                                  |                                                            |
| 04.05.2014        | 31.08.2014      | 42  | Mucha nie siada                  | The Lonely Mutation of Baxter Stockman                     |
|                   |                 |     |                                  |                                                            |
| 11.05.2014        | 07.09.2014      | 43  | Jak płaz z gadem                 | Newtralized!                                               |
|                   |                 |     |                                  |                                                            |
| 18.05.2014        | 14.09.2014      | 44  | Pizzogęby                        | Pizza Face                                                 |
|                   |                 |     |                                  |                                                            |
| 08.06.2014        | 21.09.2014      | 45  | Gniew Tygrysa                    | The Wrath of Tiger Claw                                    |
|                   |                 |     |                                  |                                                            |
| 15.06.2014        | 28.09.2014      | 46  | Legenda Kuro Kabuto              | The Legend of the Kuro Kabuto                              |
|                   |                 |     |                                  |                                                            |
| 22.06.2014        | 05.10.2014      | 47  | Plan Dziesiąty                   | Plan 10                                                    |
|                   |                 |     |                                  |                                                            |
| 29.06.2014        | 12.10.2014      | 48  | Zemsta jest moja                 | Vengeance is Mine                                          |
|                   |                 |     |                                  |                                                            |
| 12.09.2014        | 19.10.2014      | 49  | Duch z Chinatown                 | A Chinatown Ghost Story                                    |
|                   |                 |     |                                  |                                                            |
| 19.09.2014        | 26.10.2014      | 50  | W głąb wymiaru X                 | Into Dimension X!                                          |
|                   |                 |     |                                  |                                                            |
| 26.09.2014        | 02.11.2014      | 51  | Inwazja                          | The Invasion                                               |
| 26.09.2014        | 02.11.2014      | 52  | Inwazja                          | The Invasion                                               |
|                   |                 |     |                                  |                                                            |
| SERIA TRZECIA     |                 |     |                                  |                                                            |
|                   |                 |     |                                  |                                                            |
| 03.10.2014        | 15.03.2015      | 53  | Im dalej w las                   | Within the Woods                                           |
|                   |                 |     |                                  |                                                            |
| 10.10.2014        | 22.03.2015      | 54  | U twych stóp                     | A Foot Too Big                                             |
|                   |                 |     |                                  |                                                            |
| 17.10.2014        | 29.03.2015      | 55  | Pogrzebany sekret                | Buried Secrets                                             |
|                   |                 |     |                                  |                                                            |
| 07.11.2014        | 05.04.2015      | 56  | Rechot                           | The Croaking                                               |
|                   |                 |     |                                  |                                                            |
| 14.11.2014        | 12.04.2015      | 57  | Senna jawa                       | In Dreams                                                  |
|                   |                 |     |                                  |                                                            |
| 21.11.2014        | 19.04.2015      | 58  | Wyścig z demonem                 | Race With the Demon                                        |
|                   |                 |     |                                  |                                                            |
| 11.01.2015        | 26.04.2015      | 59  | Oczy Chimery                     | Eyes of the Chimera                                        |
|                   |                 |     |                                  |                                                            |
| 18.01.2015        | 03.05.2015      | 60  | Nowa wizja                       | Vision Quest                                               |
|                   |                 |     |                                  |                                                            |
| 25.01.2015        | 10.05.2015      | 61  | Powrót do Nowego Jorku           | Return to New York                                         |
|                   |                 |     |                                  |                                                            |
| 01.02.2015        | 17.05.2015      | 62  | Wężowy splot                     | Serpent Hunt                                               |
|                   |                 |     |                                  |                                                            |
| 08.03.2015        | 24.05.2015      | 63  | Wieprz i nosorożec               | The Pig and the Rhino                                      |
|                   |                 |     |                                  |                                                            |
| 15.03.2015        | 31.05.2015      | 64  | Bitwa o Nowy Jork                | Battle for New York                                        |
| 15.03.2015        | 31.05.2015      | 65  | Bitwa o Nowy Jork                | Battle for New York                                        |
|                   |                 |     |                                  |                                                            |
| 22.03.2015        | 27.09.2015      | 66  | Casey Jones kontra bandyci       | Casey Jones vs. the Underworld                             |
|                   |                 |     |                                  |                                                            |
| 26.04.2015        | 04.10.2015      | 67  | Śmieciowy mściciel               | The Noxious Avenger                                        |
|                   |                 |     |                                  |                                                            |
| 03.05.2015        | 11.10.2015      | 68  | Starcie Mutazwierzaków           | Clash of the Mutanimals                                    |
|                   |                 |     |                                  |                                                            |
| 10.05.2015        | 18.10.2015      | 69  | Wejście gekona                   | Meet Mondo Gecko                                           |
|                   |                 |     |                                  |                                                            |
| 17.05.2015        | 25.10.2015      | 70  | Zabójczy jad                     | The Deadly Venom                                           |
|                   |                 |     |                                  |                                                            |
| 02.08.2015        | 01.11.2015      | 71  | Żółwie w przeszłości             | Turtles in Time                                            |
|                   |                 |     |                                  |                                                            |
| 09.08.2015        | 08.11.2015      | 72  | Legenda yokai                    | Tale of the Yokai                                          |
|                   |                 |     |                                  |                                                            |
| 16.08.2015        | 15.11.2015      | 73  | Atak Mega-Shreddera              | Attack of the Mega Shredder!                               |
|                   |                 |     |                                  |                                                            |
| 23.08.2015        | 22.11.2015      | 74  | Powrót Kłącza                    | The Creeping Doom                                          |
|                   |                 |     |                                  |                                                            |
| 13.09.2015        | 29.11.2015      | 75  | Poczwórna pułapka                | The Fourfold Trap                                          |
|                   |                 |     |                                  |                                                            |
| 20.09.2015        | 06.12.2015      | 76  | Dinozaur w kanałach              | Dinosaur Seen in Sewers!                                   |
|                   |                 |     |                                  |                                                            |
| 27.09.2015        | 13.12.2015      | 77  | Projekt: Anihilacja              | Annihilation: Earth!                                       |
| 27.09.2015        | 13.12.2015      | 78  | Projekt: Anihilacja              | Annihilation: Earth!                                       |
|                   |                 |     |                                  |                                                            |
| SERIA CZWARTA     |                 |     |                                  |                                                            |
|                   |                 |     |                                  |                                                            |
| 25.10.2015        | 10.04.2016      | 79  | Nieznany wszechświat             | Beyond the Known Universe                                  |
|                   |                 |     |                                  |                                                            |
| 01.11.2015        | 17.04.2016      | 80  | Księżyce Thalosa 3               | The Moons of Thalos 3                                      |
|                   |                 |     |                                  |                                                            |
| 08.11.2015        | 24.04.2016      | 81  | Wiele do życzenia                | The Weird World Of Wyrm                                    |
|                   |                 |     |                                  |                                                            |
| 15.11.2015        | 01.05.2016      | 82  | Szczęki Armaggona                | The Outlaw Armaggon!                                       |
|                   |                 |     |                                  |                                                            |
| 10.01.2016        | 08.05.2016      | 83  | Zagadka starożytnych Eonów       | Riddle of the Ancient Aeons                                |
|                   |                 |     |                                  |                                                            |
| 17.01.2016        | 15.05.2016      | 84  | Podróż do umysłu Mikey’ego       | Journey to the Center of Mikey’s Mind                      |
|                   |                 |     |                                  |                                                            |
| 24.01.2016        | 22.05.2016      | 85  | Arena zagłady                    | The Arena of Carnage                                       |
|                   |                 |     |                                  |                                                            |
| 31.01.2016        | 29.05.2016      | 86  | Wojna o Wymiar X                 | The War for Dimension X                                    |
|                   |                 |     |                                  |                                                            |
| 13.03.2016        | 05.06.2016      | 87  | Kosmiczny ocean                  | The Cosmic Ocean                                           |
|                   |                 |     |                                  |                                                            |
| 27.03.2016        | 12.06.2016      | 88  | Inny wymiar żółwia               | Trans-Dimensional Turtles                                  |
|                   |                 |     |                                  |                                                            |
| 03.04.2016        | 09.10.2016      | 89  | Zemsta Triceratonów              | Revenge of the Triceratons                                 |
|                   |                 |     |                                  |                                                            |
| 10.04.2016        | 16.10.2016      | 90  | Robaczywy układ                  | The Evil of Dregg                                          |
|                   |                 |     |                                  |                                                            |
| 17.04.2016        | 23.10.2016      | 91  | Wieczny ogień                    | The Ever-Burning Fire                                      |
|                   |                 |     |                                  |                                                            |
| 24.04.2016        | 30.10.2016      | 92  | Druga szansa                     | Earth’s Last Stand                                         |
|                   |                 |     |                                  |                                                            |
| 14.08.2016        | 06.11.2016      | 93  | Krajobraz po bitwie              | City at War                                                |
|                   |                 |     |                                  |                                                            |
| 21.08.2016        | 13.11.2016      | 94  | Zwichnięta stopa                 | Broken Foot                                                |
|                   |                 |     |                                  |                                                            |
| 28.08.2016        | 20.11.2016      | 95  | Trzej to już rój                 | The Insecta Trifecta                                       |
|                   |                 |     |                                  |                                                            |
| 04.09.2016        | 27.11.2016      | 96  | Mutanty kontra gangsterzy        | Mutant Gangland                                            |
|                   |                 |     |                                  |                                                            |
| 11.09.2016        | 04.12.2016      | 97  | Z kart komiksu                   | Bat in the Belfry                                          |
|                   |                 |     |                                  |                                                            |
| 06.11.2016        | 23.04.2017      | 98  | Super Shredder                   | The Super Shredder                                         |
|                   |                 |     |                                  |                                                            |
| 13.11.2016        | 30.04.2017      | 99  | Czarna godzina                   | Darkest Plight                                             |
|                   |                 |     |                                  |                                                            |
| 20.11.2016        | 07.05.2017      | 100 | Moc, która jest w tobie          | The Power Inside Her                                       |
|                   |                 |     |                                  |                                                            |
| 05.02.2017        | 21.05.2017      | 101 | Tokka kontra świat               | Tokka vs. the World                                        |
|                   |                 |     |                                  |                                                            |
| 12.02.2017        | 28.05.2017      | 102 | Ogon tygrysa                     | The Tale of Tiger Claw                                     |
|                   |                 |     |                                  |                                                            |
| 19.02.2017        | 04.06.2017      | 103 | Requiem                          | Requiem                                                    |
|                   |                 |     |                                  |                                                            |
| 26.02.2017        | 05.06.2017      | 104 | Owari                            | Owari                                                      |
|                   |                 |     |                                  |                                                            |
| SERIA PIĄTA       |                 |     |                                  |                                                            |
|                   |                 |     |                                  |                                                            |
| 19.03.2017        | 01.10.2017      | 105 | Zwój Demodragona                 | Scroll of the Demodragon                                   |
|                   |                 |     |                                  |                                                            |
| 26.03.2017        | 08.10.2017      | 106 | Zapomniany miecznik              | The Forgotten Swordsman                                    |
|                   |                 |     |                                  |                                                            |
| 02.04.2017        | 15.10.2017      | 107 | Serce zła                        | Heart of Evil                                              |
|                   |                 |     |                                  |                                                            |
| 09.04.2017        | 22.10.2017      | 108 | Czas końca                       | End Times                                                  |
|                   |                 |     |                                  |                                                            |
| 18.06.2017        | 19.11.2017      | 109 | Zderzenie światów                | When Worlds Collide                                        |
| 18.06.2017        | 26.11.2017      | 110 | Zderzenie światów                | When Worlds Collide                                        |
|                   |                 |     |                                  |                                                            |
| 23.07.2017        | 17.12.2017      | 111 | Yojimbo                          | Yojimbo                                                    |
|                   |                 |     |                                  |                                                            |
| 30.07.2017        | 17.12.2017      | 112 | Osoroshi no Tabi                 | Osoroshi no Tabi                                           |
|                   |                 |     |                                  |                                                            |
| 06.08.2017        | 17.12.2017      | 113 | Kagayake! Kintaro                | Kagayake! Kintaro                                          |
|                   |                 |     |                                  |                                                            |
| 13.08.2017        | 29.10.2017      | 114 | Samotny szczur z dziećmi         | Lone Rat and Cubs                                          |
|                   |                 |     |                                  |                                                            |
| 22.09.2017        | 03.06.2018      | 115 | Wojownik z pustkowia             | Raphael: Mutant Apocalypse, Part 1 – The Wasteland Warrior |
| 22.09.2017        | 10.06.2018      | 116 | Niemożliwa pustynia              | Raphael: Mutant Apocalypse, Part 2 – The Impossible Desert |
| 22.09.2017        | 17.06.2018      | 117 | Carmageddon!                     | Raphael: Mutant Apocalypse, Part 3 – Carmageddon!          |
|                   |                 |     |                                  |                                                            |
| 27.09.2017        | 03.12.2017      | 118 | Klątwa Savanti Romero            | The Curse of Savanti Romero                                |
|                   |                 |     |                                  |                                                            |
| 27.09.2017        | 10.12.2017      | 119 | Krypta Draculi                   | The Crypt of Dracula                                       |
|                   |                 |     |                                  |                                                            |
| 04.10.2017        | 17.12.2017      | 120 | Eksperyment Frankensteina        | The Frankenstein Experiment                                |
|                   |                 |     |                                  |                                                            |
| 11.10.2017        | 24.12.2017      | 121 | Potwory wśród nas                | Monsters Among Us                                          |
|                   |                 |     |                                  |                                                            |
| 12.11.2017        | 24.06.2018      | 122 | Poszukiwani: Bebop i Rocksteady  | Wanted: Bebop & Rocksteady                                 |
|                   |                 |     |                                  |                                                            |
| 12.11.2017        | 24.06.2018      | 123 | Stopa znów na chodzie            | The Foot Walks Again!                                      |
|                   |                 |     |                                  |                                                            |
| 12.11.2017        | 24.06.2018      | 124 | Podwójne kłopoty                 | The Big Blowout                                            |
|                   |                 |     |                                  |                                                            |